# Monacos Grand Prix 2019
Monacos Grand Prix 2019, officiellt Formula 1 Grand Prix de Monaco 2019, var ett Formel 1-lopp som kördes 26 maj 2019 på Circuit de Monaco i Furstendömet Monaco. Loppet var det sjätte av sammanlagt tjugoen deltävlingar ingående i Formel 1-säsongen 2019 och kördes över 78 varv.

## Resultat

### Kval
| KR. | Nr | Förare             | Konstruktör               | Q1       | Q2       | Q3       | Grid |
| --- | -- | ------------------ | ------------------------- | -------- | -------- | -------- | ---- |
| 1   | 44 | Lewis Hamilton     | Mercedes                  | 1.11,542 | 1.10,835 | 1.10,166 | 1    |
| 2   | 77 | Valtteri Bottas    | Mercedes                  | 1.11,562 | 1.10,701 | 1:10,252 | 2    |
| 3   | 33 | Max Verstappen     | Red Bull Racing-Honda     | 1.11,597 | 1.10,618 | 1.10,641 | 3    |
| 4   | 5  | Sebastian Vettel   | Ferrari                   | 1.11,434 | 1.11,227 | 1.10,947 | 4    |
| 5   | 10 | Pierre Gasly       | Red Bull Racing-Honda     | 1.11,740 | 1.11,457 | 1.11,041 | 8a   |
| 6   | 20 | Kevin Magnussen    | Haas-Ferrari              | 1.11,865 | 1.11,363 | 1.11,109 | 5    |
| 7   | 3  | Daniel Ricciardo   | Renault                   | 1.11,767 | 1.11,543 | 1.11,218 | 6    |
| 8   | 26 | Daniil Kvyat       | Scuderia Toro Rosso-Honda | 1.11,602 | 1.11,412 | 1.11,271 | 7    |
| 9   | 55 | Carlos Sainz Jr.   | McLaren-Renault           | 1.11,872 | 1.11,608 | 1.11,417 | 9    |
| 10  | 23 | Alexander Albon    | Scuderia Toro Rosso-Honda | 1.12,007 | 1.11,429 | 1.11,653 | 10   |
| 11  | 27 | Nico Hülkenberg    | Renault                   | 1.12,097 | 1.11,670 | 0        | 11   |
| 12  | 4  | Lando Norris       | McLaren-Renault           | 1.11,845 | 1.11,724 | 0        | 12   |
| 13  | 8  | Romain Grosjean    | Haas-Ferrari              | 1.11,837 | 1.12,027 | 0        | 13   |
| 14  | 7  | Kimi Räikkönen     | Alfa Romeo Racing-Ferrari | 1.11,993 | 1.12,115 | 0        | 14   |
| 15  | 99 | Antonio Giovinazzi | Alfa Romeo Racing-Ferrari | 1.11,976 | 1.12,185 | 0        | 18b  |
| 16  | 16 | Charles Leclerc    | Ferrari                   | 1.12,149 | 0        | 0        | 15   |
| 17  | 11 | Sergio Pérez       | Racing Point-BWT Mercedes | 1.12,233 | 0        | 0        | 16   |
| 18  | 18 | Lance Stroll       | Racing Point-BWT Mercedes | 1.12,846 | 0        | 0        | 17   |
| 19  | 63 | George Russell     | Williams-Mercedes         | 1.13,477 | 0        | 0        | 19   |
| 20  | 88 | Robert Kubica      | Williams-Mercedes         | 1.13,751 | 0        | 0        | 20   |

| Vidare från första kvalrundan ▬▬ Vidare från andra kvalrundan ▬▬ |

107 %-gränsen:  1.16,434
Källor:
- ^a  – Pierre Gasly fick 3 platsers nedflyttning på startgriden efter att på ett långsamt utvarv legat i racelinjen och hindrat Romain Grosjean som var ute på ett kvalvarv. Grosjean blev tvungen att tvärbromsa för att inte kollidera med Gasly.[6]
- ^b  – Antonio Giovinazzi fick 3 platsers nedflyttning på startgriden efter att på ett långsamt utvarv legat mitt i banan och hindrat Nico Hulkenberg från att köra om.[7]

### Lopp
| Pos. | Nr | Förare             | Konstruktör               | Varv | Tid         | Grid | P     |
| ---- | -- | ------------------ | ------------------------- | ---- | ----------- | ---- | ----- |
| 1    | 44 | Lewis Hamilton     | Mercedes                  | 78   | 1:43.28,437 | 1    | 25    |
| 2    | 5  | Sebastian Vettel   | Ferrari                   | 78   | +2.602      | 4    | 18    |
| 3    | 77 | Valtteri Bottas    | Mercedes                  | 78   | +3.162      | 2    | 15    |
| 4    | 33 | Max Verstappen     | Red Bull Racing-Honda     | 78   | +5.537      | 3    | 12    |
| 5    | 10 | Pierre Gasly       | Red Bull Racing-Honda     | 78   | +9.946      | 8    | 10+1c |
| 6    | 55 | Carlos Sainz Jr.   | McLaren-Renault           | 78   | +53.454     | 9    | 8     |
| 7    | 26 | Daniil Kvyat       | Scuderia Toro Rosso-Honda | 78   | +54.574     | 7    | 6     |
| 8    | 23 | Alexander Albon    | Scuderia Toro Rosso-Honda | 78   | +55.200     | 10   | 4     |
| 9    | 3  | Daniel Ricciardo   | Renault                   | 78   | +60.894     | 6    | 2     |
| 10   | 8  | Romain Grosjean    | Haas-Ferrari              | 78   | +61.034     | 13   | 1     |
| 11   | 4  | Lando Norris       | McLaren-Renault           | 78   | +66.801     | 12   | 0     |
| 12   | 11 | Sergio Pérez       | Racing Point-BWT Mercedes | 77   | +1 varv     | 16   | 0     |
| 13   | 27 | Nico Hülkenberg    | Renault                   | 77   | +1 varv     | 11   | 0     |
| 14   | 20 | Kevin Magnussen    | Haas-Ferrari              | 77   | +1 varv     | 5    | 0     |
| 15   | 63 | George Russell     | Williams-Mercedes         | 77   | +1 varv     | 19   | 0     |
| 16   | 18 | Lance Stroll       | Racing Point-BWT Mercedes | 77   | +1 varv     | 17   | 0     |
| 17   | 7  | Kimi Räikkönen     | Alfa Romeo Racing-Ferrari | 77   | +1 varv     | 14   | 0     |
| 18   | 88 | Robert Kubica      | Williams-Mercedes         | 77   | +1 varv     | 20   | 0     |
| 19   | 99 | Antonio Giovinazzi | Alfa Romeo Racing-Ferrari | 76   | +2 varv     | 18   | 0     |
| RET  | 16 | Charles Leclerc    | Ferrari                   | 16   | Skador      | 15   | 0     |

| Förare och stall som tog poäng ▬▬ |

Källor:
- ^c  – Pierre Gasly erhöll en extrapoäng för snabbaste varv.[1]

## Poängställning efter loppet
| Position  | 1    | 2    | 3    | 4    | 5    | 6   | 7   | 8   | 9   | 10  | Snabbaste varv |
| Poäng (p) | 250p | 180p | 150p | 120p | 100p | 80p | 60p | 40p | 20p | 10p | 10p            |

| Pos. | Förare            | Stall                     | Poäng |
| ---- | ----------------- | ------------------------- | ----- |
| 1    | Lewis Hamilton    | Mercedes                  | 137   |
| 2    | Valtteri Bottas   | Mercedes                  | 120   |
| 3    | Sebastian Vettel  | Ferrari                   | 82    |
| 4    | Max Verstappen    | Red Bull-Honda            | 78    |
| 5    | Charles Leclerc   | Ferrari                   | 57    |
| 6    | Pierre Gasly      | Red Bull-Honda            | 32    |
| 7    | Carlos Sainz, Jr. | McLaren-Renault           | 18    |
| 8    | Kevin Magnussen   | Haas-Ferrari              | 14    |
| 9    | Sergio Pérez      | Racing Point-BWT Mercedes | 13    |
| 10   | Kimi Räikkönen    | Alfa Romeo Racing-Ferrari | 13    |
| 11   | Lando Norris      | McLaren-Renault           | 12    |
| 12   | Daniil Kvyat      | Toro Rosso-Honda          | 9     |
| 13   | Daniel Ricciardo  | Renault                   | 8     |
| 14   | Alexander Albon   | Toro Rosso-Honda          | 7     |
| 15   | Nico Hülkenberg   | Renault                   | 6     |
| 16   | Lance Stroll      | Racing Point-BWT Mercedes | 4     |
| 17   | Romain Grosjean   | Haas-Ferrari              | 2     |

| Pos. | Stall                     | Poäng |
| ---- | ------------------------- | ----- |
| 1    | Mercedes                  | 257   |
| 2    | Ferrari                   | 139   |
| 3    | Red Bull-Honda            | 110   |
| 4    | McLaren-Renault           | 30    |
| 5    | Racing Point-BWT Mercedes | 17    |
| 6    | Haas-Ferrari              | 16    |
| 7    | Toro Rosso-Honda          | 16    |
| 8    | Renault                   | 14    |
| 9    | Alfa Romeo Racing-Ferrari | 13    |